# 上場地域
上場地域（うわばちいき）は佐賀県北西部に位置する地域。主に東松浦半島西部をさす。または上場地区という。

## 概要
上場地域また上場地区は東松浦郡の東松浦半島に位置する地域を指す。主に上場台地に位置する。昭和の大合併後から呼び名として定着した。

## 自治体
- 玄海町
- 旧呼子町（現・唐津市）
- 旧鎮西町（現・唐津市）
- 旧肥前町（現・唐津市）

※場合によっては旧唐津市の湊校区、竹木場校区、大良校区、枝去木、佐志地区の旧唐津市西部の丘陵地帯も含まれる場合もある。上場に対して市街地や鏡、久里地域の唐津平野の地域を下場と呼ぶ。

## 上場土地改良区
佐賀県の北西部に位置する唐津市、玄海町にまたがる約5,200haの農地を対象として農業用水を確保する。この農業水利施設等の管理を行っている。
上場土地改良区が管理する施設は、ダム5箇所、ファームポンド30箇所、揚水機場12箇所、加圧機場55箇所と非常に多く、広範囲に点在しているため、管理には苦労が多い。

## 上場台地
東松浦半島に広がる玄武岩類の丘陵性台地。標高約100～200メートル。唐津市西部および東松浦郡、玄海町方面に広がる台地で、水利が悪く溜池が多い。県下でも雨が少ない。山麓、山間と変化に富み、玄武岩・花崗岩からなる波状卓上台地は通称「上場台地」と呼ばれている。

### ダム
- 打上ダム
- 藤ノ平ダム
- 上倉ダム

## 上場の冠がつくもの
- JAうわば（現・JAからつ）

- オートパルうわば

- 佐賀県唐津上場商工会

- 上場亭（枝去木）

- 上場食肉

- うわばFCソリーゾ

## 産業
主に農業が盛んで、タバコや米、イチゴやミカン、他に肉牛の飼育も盛ん。リアス式の入江が多く漁業も盛んな地域。呼子ではイカの水揚げや仮屋湾では真珠やマダイの養殖も多い。

## 交通
かつては国鉄呼子線が計画され走る予定であったが断念。公共の交通機関は昭和バスのみ。国道204号線、国道382号線が走る。

## 主な入江
- 名護屋浦
- 串浦
- 外津浦
- 仮屋湾
- 伊万里湾

### 主な漁港
- 呼子
- 小友
- 加部島
- 小川島
- 加唐島
- 松島
- 馬渡島
- 名護屋
- 串
- 外津
- 仮屋
- 京泊
- 駄竹
- 向島
- 星賀
- 高串
- 大浦

## 観光
- 呼子朝市
- 尾上公園
- 田島神社
- 杉ノ原牧場
- 風の見える丘公園
- 名護屋城跡
- 波戸岬
- 海月
- 三島公園
- 浜野浦の棚田
- いろは島

行事
- 呼子大綱引き

- 小友祇園祭

- 海中盆綱引き